# Temelucha pagliani
Temelucha pagliani är en stekelart som beskrevs av Kolarov 1995. Temelucha pagliani ingår i släktet Temelucha och familjen brokparasitsteklar. Inga underarter finns listade i Catalogue of Life.